# Israël aux Jeux paralympiques d'hiver de 2022
Israël participe aux Jeux paralympiques d'hiver de 2022 à Pékin en Chine du 4 au 13 mars 2022. Il s'agit de sa première participation à des Jeux d'hiver.
La délégation est très restreinte avec une seule skieuse debout, Sheina Vaspi 

## Compétition

### Ski alpin
Sheina Vaspi, skieuse alpine âgée de vingt ans, a déjà été la première israélienne à participer aux Championnats du monde para-ski alpin, qui se sont tenus en janvier 2022 à Lillehammer, en Norvège. À l’âge de trois ans, elle a été grièvement blessée dans un accident de voiture et sa jambe gauche a été amputée.
Elle est repérée en 2018 par la Fondation Erez, une organisation à but non lucratif créée en 1999 par des vétérans de l’unité alpine des Forces de défense israéliennes, et va suivre un programme spéciale d’entrainement à la haute compétition notamment au Canada puis dans le Colorado aux États-Unis.
Elle n'a pas pu participer à l'épreuve de slalom féminin à cause du changement d'horaire qui a provoqué un conflit avec Shabbat.
| Athlète      | Épreuve                     | Manche 1 | Manche 1 | Manche 2 | Manche 2 | Total   | Total |
| Athlète      | Épreuve                     | Temps    | Rang     | Temps    | Rang     | Temps   | Rang  |
| ------------ | --------------------------- | -------- | -------- | -------- | -------- | ------- | ----- |
| Sheina Vaspi | Slalom géant - Debout (LW2) | 1:18.87  | 19       | 1:22.31  | 15       | 2:41.18 | 15    |